# Sumo

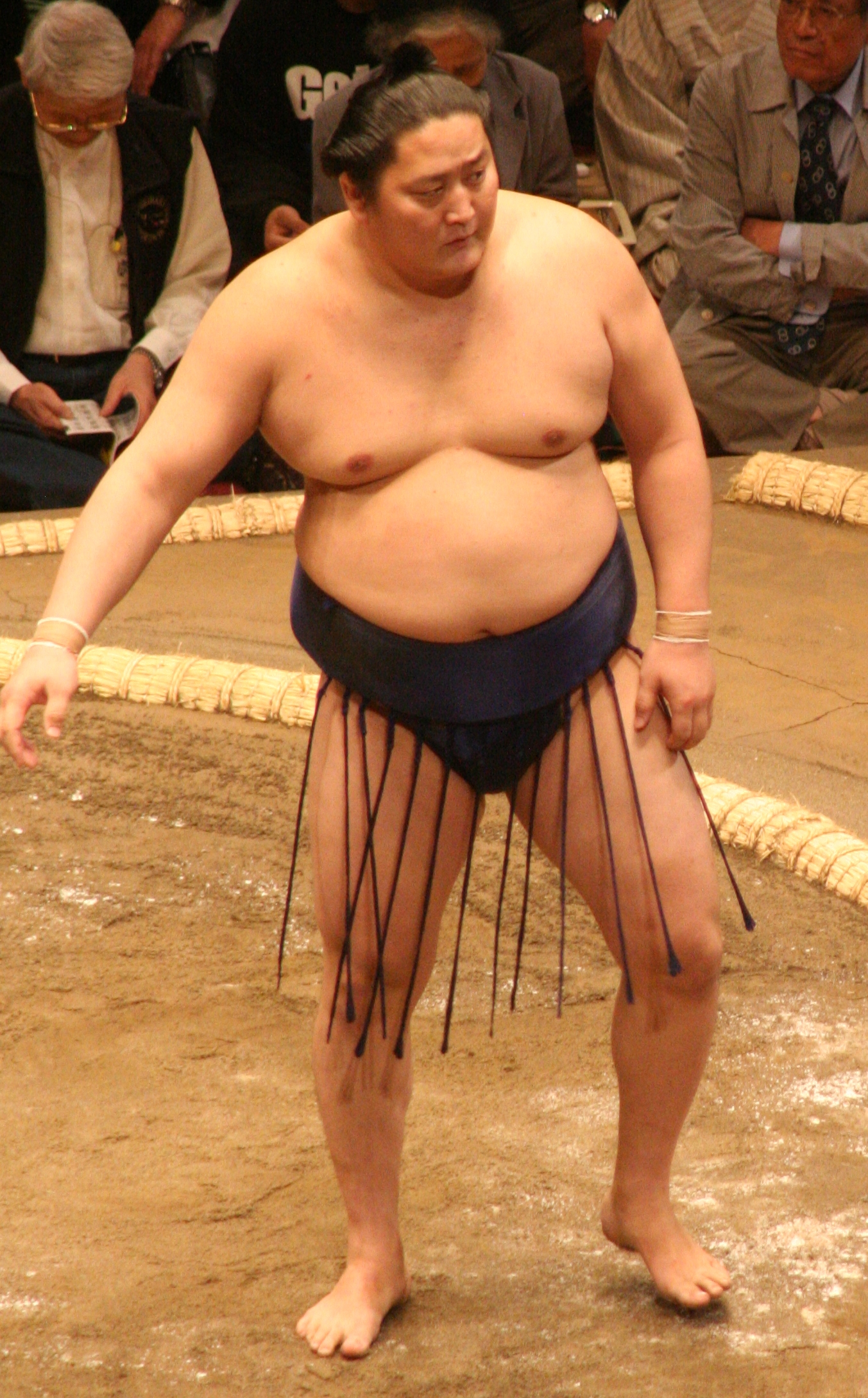
Zawodnik o imieniu Tokitenkū, Tokio 2009 r.

Sumo (jap. 相撲; 角力 sumō) – japoński sport narodowy, japoński odpowiednik zapasów, znany od początku VIII wieku. Zawodnicy nazywają się rikishi lub sumō-tori. Walki w ramach sześciu wielkich turniejów sumo noszą nazwę ō-zumō

## Historia
Znalezione przez archeologów figurki zapaśników sumo są datowane na okres pomiędzy III a VIII wiekiem. Najprawdopodobniej te walki siłaczy wywodzą się z ceremoniałów agrarnych. Sumo jest wspomniane w mitach i legendach zawartych w najstarszych kronikach japońskich, spisanych w VIII wieku: Kojiki i Nihonshoki. Kiedy nadchodził czas sadzenia ryżu, walki były organizowane jako modlitwa do bóstw (kami) o obfite plony lub próby przewidywania, czy zbiory będą dobre. Od początku zatem sumo było związane z rytuałami shintō. W okresach Nara (710–794) i Heian (794–1192), walki zapaśników organizowano przed cesarzem (tenran-zumō). W okresie panowania cesarza Shōmu (724-749) walki o nazwie shinji-zumō (służby bogom) były częścią festiwali tanabata. W okresie Heian sumo stało się natomiast częścią ściśle dworskiej ceremonii o nazwie sechie-zumō. Cesarz był uważany za przedstawiciela bogów (kami), a ceremonia miała określić ich wolę. Poprzez takie więzi z shintō i dworem cesarskim sumo przekształciło się z obrzędu agrarnego w rytuał religijny i polityczny, poprzez który kierowano modlitwy o dobrobyt kraju.
Kiedy w XII wieku rzeczywista władza znalazła się w rękach przywódców wojskowych (siogunów) zakończyły się walki sumo na dworze cesarskim. Stały się one – jako buke-zumō (sumo wojowników) – elementem szkolenia wojowników, obok zdobywania umiejętności posługiwania się łukiem i mieczem. Niektóre z ówczesnych technik zapaśniczych można odnaleźć we współczesnym judo. W okresie Kamakura (1185–1333) sumo pojawiło się również jako forma rozrywki. W 1189 roku turniej świątynny oglądał wódz Yoritomo Minamoto. Natomiast w okresie Muromachi-Ashikaga (1336–1573) wykształciło się kanjin-zumō (sumo służące zbieraniu funduszy na cele religijne). Chramy zbierały pieniądze od widzów i dzieliły się nimi z zapaśnikami.
W XVI wieku daimyō Nobunaga Oda stał się wielbicielem sumo i zaczął organizować coroczne turnieje. W czasie jednego z nich w 1575 roku podarował zwycięzcy jeden ze swoich łuków. Doceniając wartość prezentu, rikishi w geście podziękowania zaimprowizował taniec z łukiem. Ceremonia ta (yumitori-shiki) przyjęła się i jest dziś odtwarzana na koniec każdego dnia turnieju.
Podstawowe formy i zasady dla sumo, które obowiązują do dziś, opracowano w okresie Edo (1603–1868). Zawody były wówczas organizowane w celu zbierania pieniędzy na budowę świątyń i chramów, czy remontowanie mostów. Doprowadziło to do ukształtowania się zawodowego sumo. Powstał system „stajni” (heya) szkolących zawodników, czyli rikishi. Współczesny kształt sumo osiągnęło w okresie Meiji (1868-1912). Wtedy również zostało ono wyniesione do rangi narodowego sportu Japonii.

## Ring (dohyō)

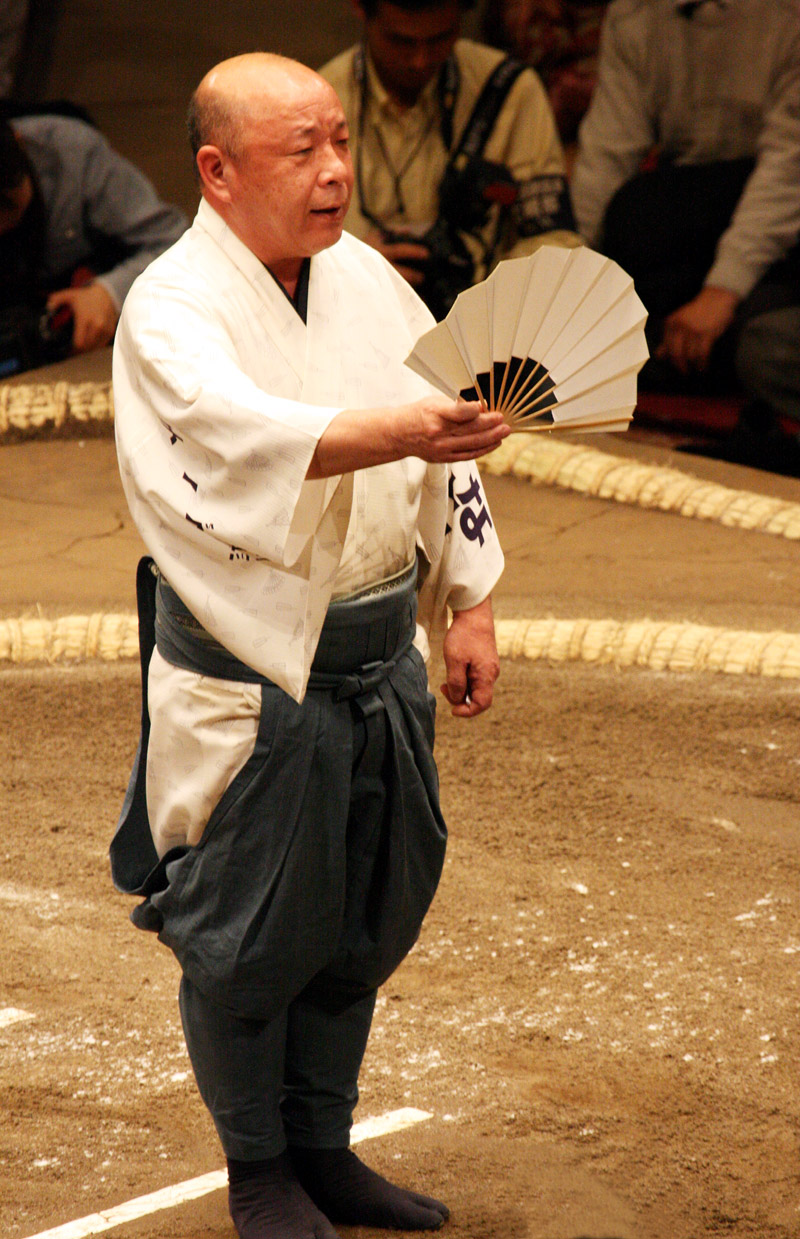
Yobidashi

Polem walki jest koło o średnicy 4,55 m, wyznaczone przez okrąg wykonany ze słomy ryżowej (shōbu-dawara), zwiniętej w gruby powróz i do połowy wkopanej w dohyō, czyli podwyższony, kwadratowy ring o boku 6,7 m, wykonany z twardo ubitej gliny na wysokość od 37 do 60 cm. Powierzchnia jest posypana piaskiem. Na zewnątrz okręgu jest on starannie wyrównywany przed każdym pojedynkiem, aby w niejasnych przypadkach sędziowie mogli po śladach określić zwycięzcę. Dohyō jest budowane na nowo przed każdym turniejem przez odpowiedzialnych za to yobidashi („asystentów” turnieju, którzy m.in.: wywołują zapaśników do walki, budują dohyō i utrzymują na nim porządek pomiędzy walkami, dbają o zapas ceremonialnej soli oraz odświeżającej i oczyszczającej „wody mocy” chikara-mizu do płukania ust przed walką) i usuwane po jego zakończeniu. W przypadku turnieju w Nagoi jego kawałki są zabierane przez fanów.
Ponad ringiem zawieszony jest dach (tsuriyane lub yakata) podkreślający związki sumo z chramami shintō. Znajdujące się w rogach dachu długie frędzle zastąpiły filary, które w przeszłości podtrzymywały dach. Ponadto, taka zmiana pozwala widzom lepiej widzieć przebieg walki.
Każdy z frędzli jest w innym kolorze: zielonym, czerwonym, białym i czarnym. Mają one także znaczenie religijne – symbolizują kierunki świata i bogów, którzy je chronią, a także cztery pory roku.

## Ceremoniał
Sumo – jak żaden inny sport – obwarowane jest skomplikowanym ceremoniałem, wywodzącym się z czasów feudalnej Japonii. Przejawia się on w ściśle określonym systemie zależności, trybie życia i treningu zawodników, jak i w sposobie rozgrywania samych zawodów.
Przed rozpoczęciem pojedynku zawodnicy rzucają przed siebie garść soli, aby oczyścić arenę i następnie wykonują shiko. Czynność ta polega na przenoszeniu ciężaru ciała z nogi na nogę, podnoszeniu ich kolejno w górę i opuszczaniu z mocnym uderzeniem w podłoże. Robią to, aby przepędzić złe moce. Następnie wchodzą do środka kręgu, kłaniają się i przyjmując pozycję kuczną wykonują rytuał o nazwie chirichōzu. Część ceremonialna jest znacznie dłuższa niż sam pojedynek.
Pojedynek polega na wypchnięciu przeciwnika poza pole walki lub spowodowaniu, aby dotknął powierzchni dohyō jakąkolwiek inną częścią ciała niż podeszwy jego stóp.

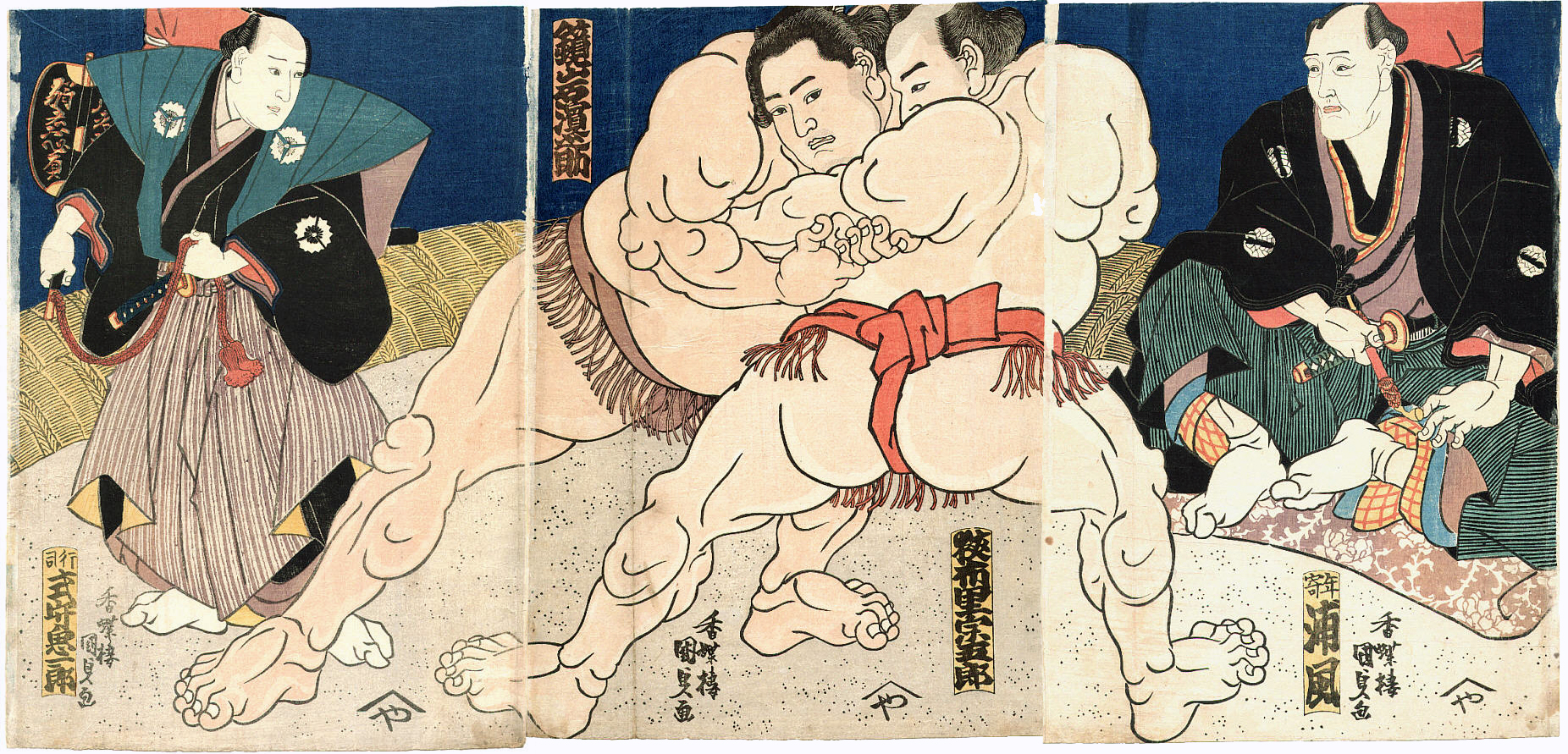
Kunisada Utagawa (1786–1865), Zapaśnicy w trakcie walki (po obu stronach sędziowie: z lewej gyōji, po prawej shinpan)

## Struktura organizacyjna
Obowiązujący dziś podział sumo zawodowego (właśc. ō-zumō, dosł. wielkie sumo) na grupy zawodnicze oraz system rankingowy, zostały sformułowane w 1927 roku. Zawodnicy (rikishi lub sumō-tori) podzieleni są na sześć grup, tzw. dywizji. Są to wstępująco: jonokuchi (lub jo-no-kuchi), jonidan, sandanme, makushita, jūryō oraz maku-uchi (lub maku-no-uchi).
W obrębie każdej dywizji istnieje podział na kilkanaście bądź kilkadziesiąt stopni zawodniczych. Przykładowo grupa jūryō obejmuje 14 stopni zawodniczych, natomiast elita zawodników sumo – dywizja maku-uchi – dzieli się na kilkanaście stopni zawodniczych o wspólnej nazwie maegashira oraz na grupę san'yaku (dosł. trzy rangi), obejmującą w rzeczywistości cztery stopnie, wstępująco: komusubi – zapaśnik III rangi, sekiwake – drugi (lub młodszy) mistrz, ōzeki – mistrz oraz yokozuna – wielki mistrz. Liczba zawodników w randze maegashira zależy od liczby zawodników w rangach mistrzowskich. Maku-uchi zawsze liczy 42 zawodników.

## Turnieje

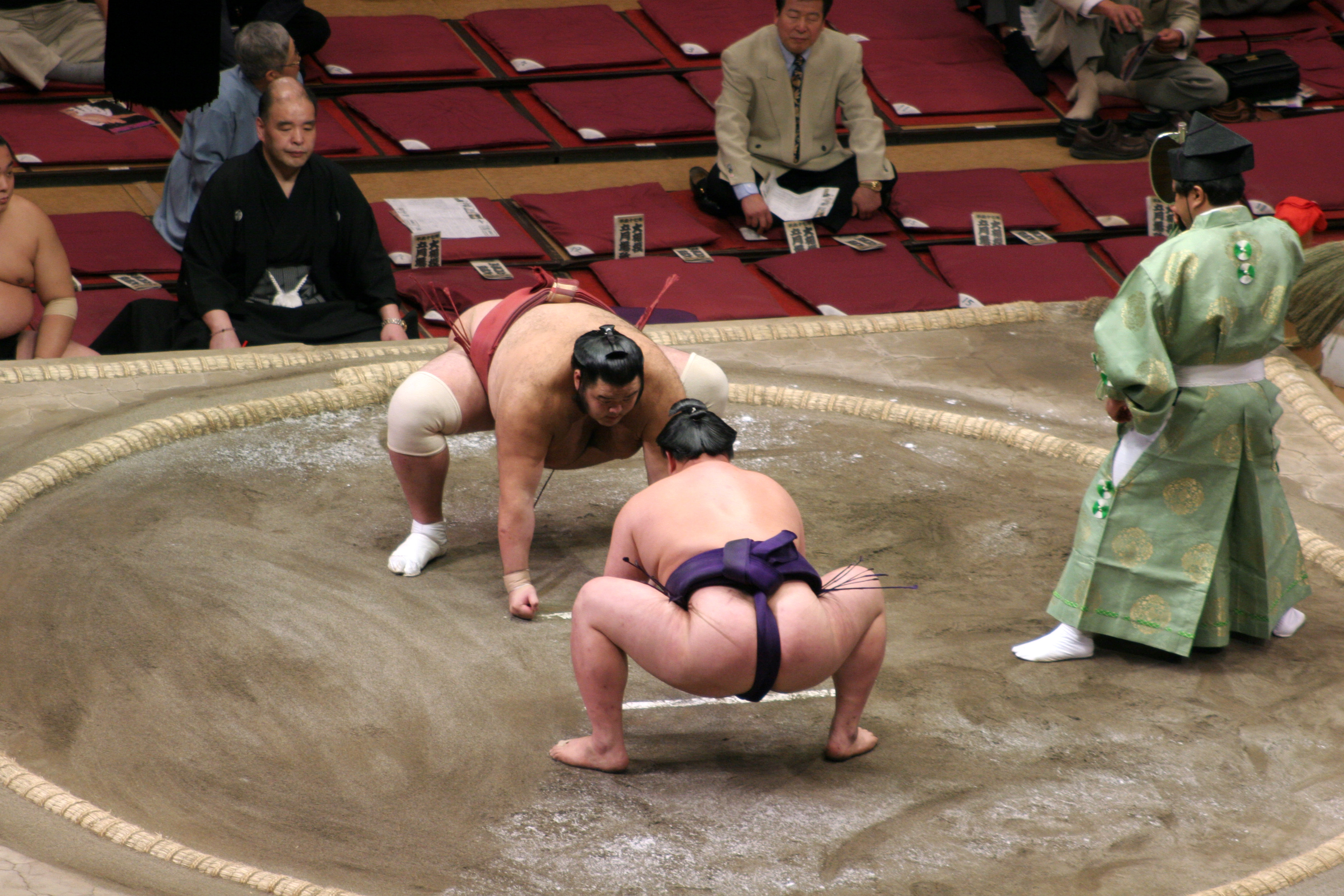
Moment przed starciem

Wszyscy zawodowi zapaśnicy – sześć razy w roku – biorą udział w rozgrywanych w miesiącach nieparzystych turniejach o nazwie honbasho lub w skrócie basho. Trzy spośród nich rozgrywane są w Tokio (styczeń, maj, wrzesień), natomiast pozostałe w Osace (marzec), Nagoi (lipiec) oraz w Fukuoce (listopad). Każdy turniej jest rozgrywany w ciągu 15 kolejnych dni. Każdy z zawodników dwóch najwyższych dywizji toczy 1 walkę dziennie (w sumie 15 walk) w godzinach popołudniowych, natomiast zawodnicy niższych dywizji toczą po 7 walk w godzinach przedpołudniowych. O aktualnym miejscu zapaśnika w rankingu decyduje wynik uzyskany w turnieju.
Najogólniej o awansie lub degradacji zawodnika w rankingu decyduje dodatni lub ujemny bilans walk w turnieju. Jeśli zawodnik wygra większość walk, wtedy mówi się o kachikoshi, czyli bilansie dodatnim i jest on nagradzany awansem w rankingu. Natomiast jeśli większość przegrał, ma makekoshi, czyli bilans ujemny. Jest on związany z przeniesieniem zawodnika do niższej rangi.
Japońskie Stowarzyszenie Sumo uznaje oficjalnie 70 technik prowadzących do zwycięstwa, w tym 48 uznanych za „klasyczne”. W praktyce zawodnicy wykorzystują około połowy z nich.

## Sędziowie

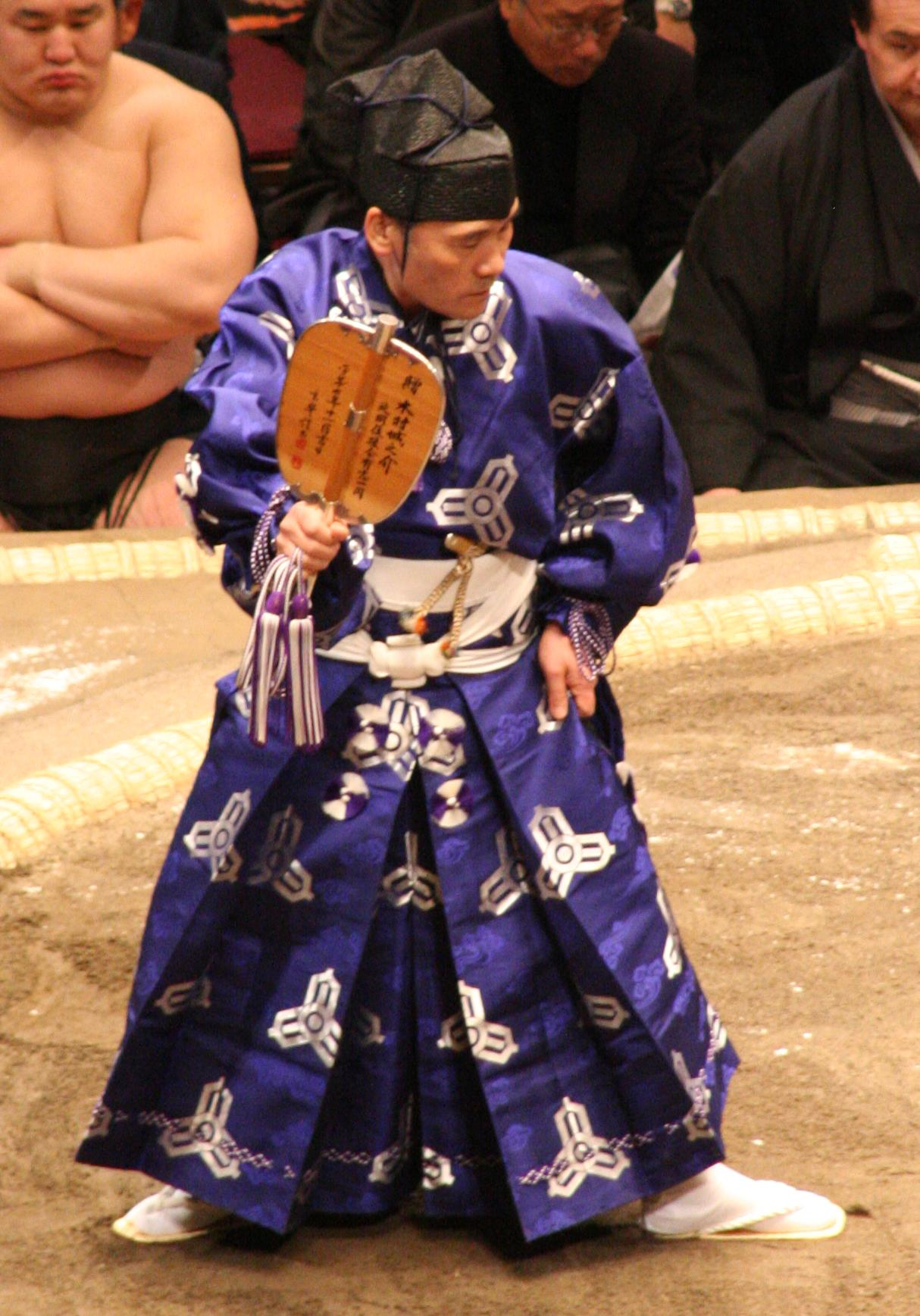
Gyōji, w ręku trzyma gunbai

Sędziowie ringowi zawodowego sumo nazywają się gyōji. Do świata zapasów trafiają zazwyczaj jako nastoletni adepci, pozostając w zawodzie – jako członkowie Japońskiego Stowarzyszenia Sumo – do emerytury w wieku 65 lat. Ich strój jest oparty na średniowiecznych ubiorach dworskich. Kolor i wzory stroju korespondują z rangą dywizji, dla której sędziują. Ich atrybutem jest gunbai, niegdyś wachlarz bojowy, służący m.in. do porozumiewania się na polu bitwy.
Mało znany jest fakt, że gyōji noszą przy sobie – dziś już symbolicznie – rodzaj sztyletu tantō. Oznacza to, że sędzia traktuje swoje decyzje z najwyższą powagą i że jest gotowy popełnić seppuku w przypadku podjęcia błędnej decyzji. Oczywiście w dzisiejszych czasach sporządza on rezygnację na papierze, ale jest to bardzo rzadko akceptowane.
Wokół ringu zasiada pięciu sędziów bocznych shinpan. Wspomagają oni swoją decyzją sędziego ringowego w przypadkach trudnych do rozstrzygnięcia. Ubrani są w tradycyjne, czarne stroje męskie.

## Cudzoziemcy
W II połowie XX wieku w walkach sumo zaczęły zachodzić istotne przeobrażenia. Zainteresowanie tym sportem zaczęło spadać i do grona japońskich zawodników zawodowo uprawiających ten sport zaczęto dołączać przedstawicieli innych nacji, co przez wiele stuleci było nie do pomyślenia.
Jako pierwsi pojawili się Amerykanie pochodzenia hawajskiego. Na początku był to Takamiyama, który walczył w latach 1964–1984, osiągając rangę sekiwake. Po zakończeniu kariery założył w 1986 roku własną „stajnię” – jako pierwszy cudzoziemiec – o nazwie Azumazeki. W jego ślady poszli: yokozuna Akebono (jako pierwszy cudzoziemiec osiągnął rangę wielkiego mistrza – yokozuny), yokozuna Musashimaru i ōzeki Konishiki. Wnieśli oni do sumo nową wartość i widowiskowość, jakimi były ich fenomenalne warunki fizyczne, nieosiągalne dla rdzennych Japończyków: wzrost ponad 2 m i waga ciała znacznie przekraczająca 200 kg. Walki Akebono z japońskimi braćmi Takanohaną i Wakanohaną znacznie zwiększyły atrakcyjność zawodów i zainteresowanie sumo.
Na początku obecnego stulecia pojawiła się w wielkim sumo grupa zapaśników z Mongolii. Najlepszymi z zawodników mongolskich są dwaj wielcy mistrzowie (yokozuna) o imionach ringowych (shikona): Asashōryū i Hakuhō.
Pierwszym Europejczykiem, który osiągnął rangę mistrza (ōzeki) i wygrał turniej zawodowców (honbasho) w 2008 roku był Bułgar Kotoōshū. Jego shikona składa się z dwóch elementów: koto i ōshū. Pierwsze słowo to rodzaj japońskiej cytry o trzynastu strunach. W tym wypadku jest to obowiązująca część imienia, przyjęta dla zawodników jego „stajni” o nazwie Sadogatake. Drugie słowo znaczy Europa.
Od niedawna istnieje również w wielu krajach sumo amatorskie. Rozgrywane są mistrzostwa krajowe, kontynentalne i świata. Spowodowało to m.in. rozwój federacji krajowych oraz kontynentalnych. Prym w rozgrywkach międzynarodowych wiodą: Rosja, Ukraina, Polska, Węgry, Bułgaria, Estonia, Niemcy.

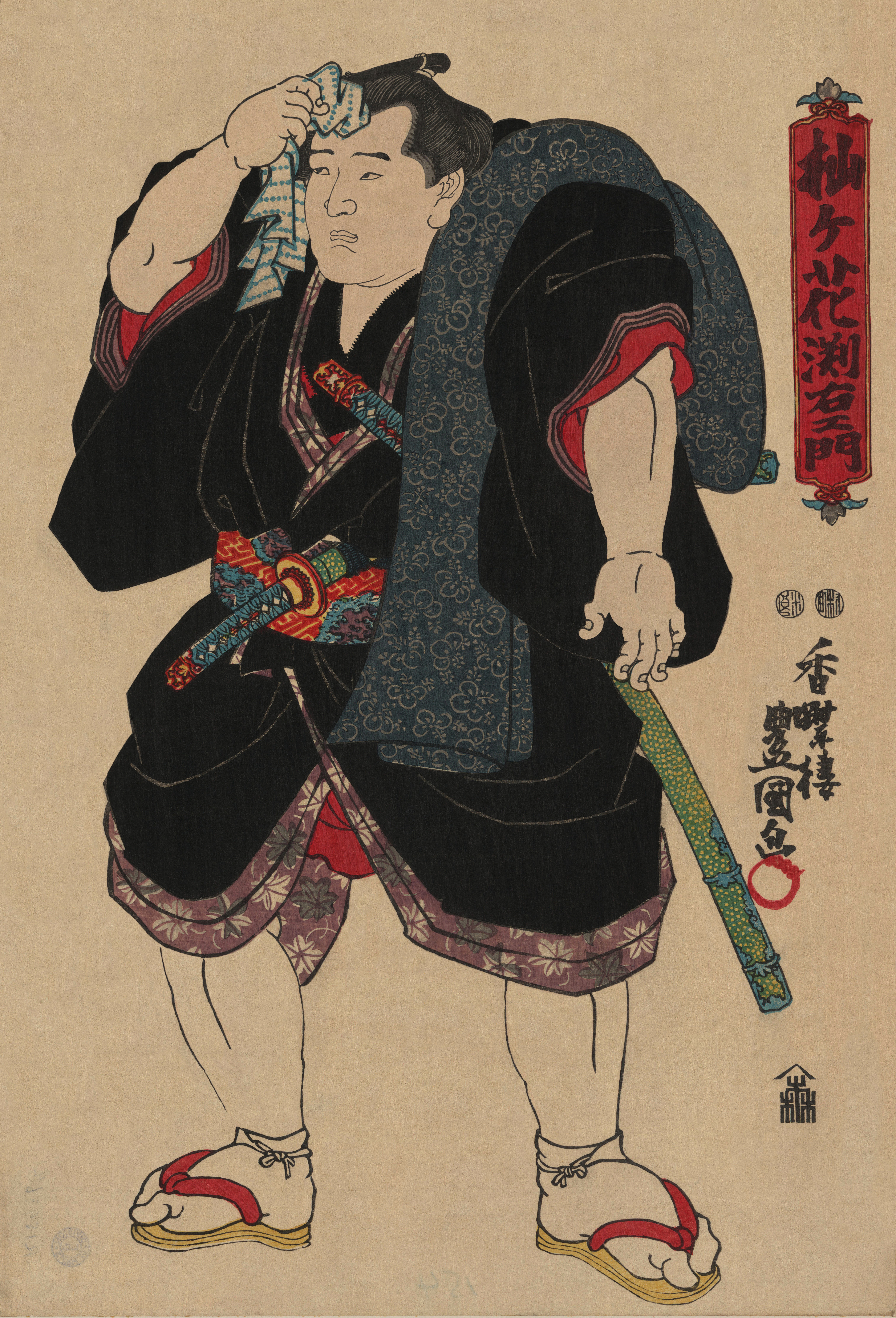
Kunisada Utagawa, Zapaśnik sumo Fuchiemon Somagahana (1818–1849)

## Dieta zapaśników
Podstawą diety rikishi jest znana potrawa o nazwie chanko-nabe, która pozwala utrzymywać i pozyskiwać niezbędne kilogramy wagi. Jest to „gorący garnek” (ang. hot pot) wypełniony bulionem, różnego rodzaju mięsem, grzybami, tofu i warzywami. Restauracje serwujące ten posiłek znajdują się w pobliżu hal sportowych, gdzie odbywają się turnieje. Właścicielami tych lokali są często byli zawodnicy.